# リチャード・ボイル (第2代シャノン子爵)
第2代シャノン子爵リチャード・ボイル (英語: Richard Boyle, 2nd Viscount Shannon PC (Ire)、1675年 – 1740年12月20日) は、グレートブリテン王国の将校で政治家である。
ウィリアマイト戦争におけるボイン川の戦いや大同盟戦争におけるネールウィンデンの戦いに少尉として従軍し、スペイン継承戦争におけるビーゴ湾の海戦では手榴弾旅団を指揮した。この戦いにおいて、フランス元帥フランソワ・ルイ・ルスレ・ド・シャトールノー率いるフランス艦隊と、ガレオン船や輸送船から成るマニュエル・デ・ベラスコ・イ・テハーダ率いるスペイン艦隊を壊滅させるという活躍を見せた。その3年後にはバルセロナ襲撃に参加した。ボイルは1720年代から30年代を通じてアイルランド王国陸軍の最高司令官 を務めた。

## 経歴

### 前半生

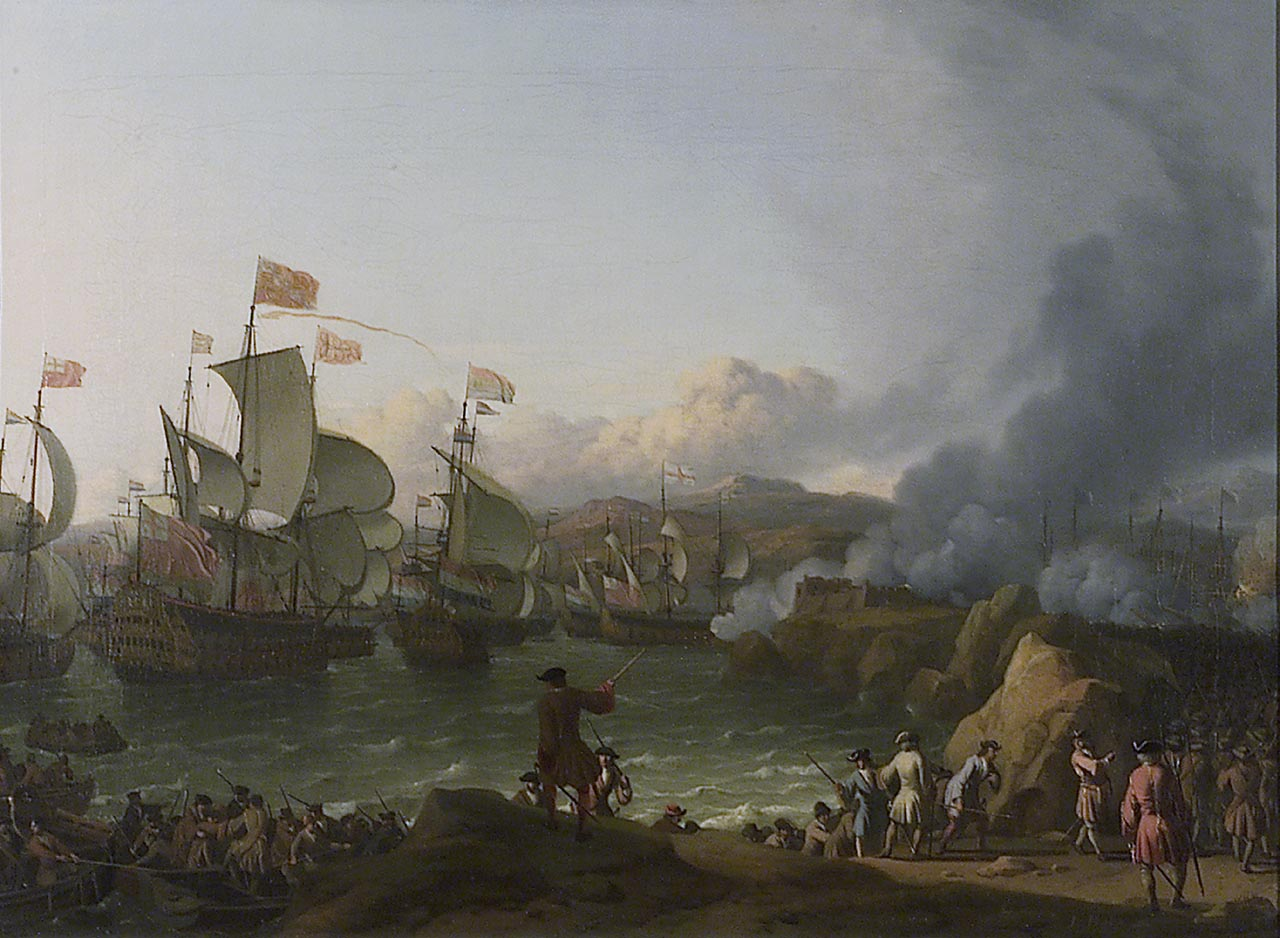
スペイン継承戦争におけるビーゴ湾の海戦

リチャード・ボイル(1640年頃生まれ)と、エリザベス・ボイル(ベスバラのポンソンビー卿の娘で、旧姓はポンソンビー)の子として1675年に生まれた。オックスフォード大学で学び、その後義勇兵としてウィリアマイト戦争に従軍し、1690年7月に第2代オーモンド公ジェームズ・バトラー傘下でボイン川の戦いに参加した。これが初陣であった。1693年7月には、大同盟戦争における戦いのひとつ、ネールウィンデンの戦いに従軍したが、負傷して敵方の捕虜となった。翌1694年2月16日にオーモンド公傘下の近衛騎兵連隊の少尉に任命され、同時に陸軍の中尉に任命された。1697年にはそれぞれ中尉と少佐に昇進した。
1699年に父方の祖父フランシス・ボイルから、シャノン子爵を承継した。1702年2月にはデンマークのジョージ王子海兵連隊の大佐になり、同年10月のスペイン継承戦争におけるビーゴ湾の海戦で手榴弾旅団を指揮した。この戦いにおいて、フランス元帥フランソワ・ルイ・ルスレ・ド・シャトー＝ルノー率いるフランス艦隊と、マニュエル・デ・ベラスコ・ジェ・テハーダの率いるガレオン船・輸送船から構成されるスペイン艦隊を殲滅した。ビーゴでの戦績とフランス艦隊の撃破をアン女王に報告するため、イギリスに帰還し、女王より1,000ポンドの報奨金を授与された。ところが1703年1月、ピカデリーのセント・ジェームズ教会での不道徳的な活動に関与していたとして告発された。
1704年に准将に昇進したボイルは、1705年にバルセロナ襲撃作戦に参加し、成功裡に終わった。彼は再びその報告のためにイギリスに帰還し、アン女王から再度報奨金を授与された。1708年には少将に昇進し、その年に陸軍共同管理官に就任した。また同年、アランデル選挙区選出の庶民院議員となった。ボイルはしばらくの間、ロンドンにあった政治的クラブのキット・キャット・クラブに参加していたが、ここで彼はイギリス首相や初代スカーバラ伯爵リチャード・ラムリーといった有力者と接触する機会を得ることができ、またスカーバラ伯爵からは議会における候補者として推薦を受けた。この当時ボイルは「きわめて素晴らしいその会話の中に、誠意と率直さが見て取れる」と評されていた。議会ではホイッグ党を支持し、ヨーロッパ大陸から亡命したプロテスタントがグレート・ブリテン王国に入国するのを許可する、1708年外国人プロテスタント帰化法に賛成票を投じた。
1709年、ボイルは中将に昇進した。その年の終わりドーバー城の副知事に就任し、1710年にはヌーベルフランスを攻撃する極秘遠征の指揮官に任じられたが、結局この遠征は失敗に終わった。スカーバラ伯爵は既にアランデル選挙区の立候補者を指名する立場ではなくなっていたため、同年ボイルはアランデル選挙区からハイス選挙区に鞍替えし、 ドーセット公爵の指名を受けて立候補した。議会ではホイッグ党の方針に従い、1710年3月、党を批判した聖職者であるヘンリー・サシェヴァレルの弾劾に賛成投票を行った。

### 後半生

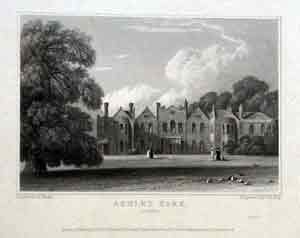
アシュリー・ハウス
ジョン・プレストン・ニール作、1818年

1715年1月、シャノン子爵歩兵連隊の大佐になり、同年の暮れ頃に再び選挙区をハイス選挙区からイースト・グリンステッド選挙区に鞍替えした。1716年にアイルランド王国における王国陸軍の参謀の1人となった。
1720年、アイルランド王国陸軍最高司令官に就任し、1740年に亡くなるまでその地位を保持し続けた。1721年6月、ボイルはリチャード・ウェアリングからキングス・カラビニアーズ連隊大佐の称号を7,500ポンドで買い取った。
同年、アイルランド枢密院の枢密顧問官となり、翌1722年にはアイルランドにおける控訴院裁判官の1人に任じられた。また同年コーク市の名誉市民に選ばれた。
1727年3月、ボイルは第4騎兵中隊隊長に就任し、1735年12月18日は騎兵大将に昇進した。1737年にはポーツマス知事の座に就き、1739年6月17日には陸軍元帥に昇進した。
ボイルは1740年12月20日、ウォルトン・オン・テムズの自宅、アシュリー・パークで逝去した。遺体はウォートン・オン・テムズのセントメアリー教区教会に埋葬された。教会には彼の記念碑が設けられている。ボイルには子供がいなかったため、シャノン子爵位は彼の死をもって廃絶した。

## 家族
1704年6月6日、ボイルは第6代ドーセット伯爵チャールズ・サックヴィルの非嫡出子で第3代オーラリー伯爵ライオネル・ボイル (ボイルのはとこ) の未亡人だったメアリー・サックヴィルと結婚した。メアリーは子供を産むことなく、12年後に亡くなった。その後1720年1月、カンブリア、ネザーホールのジョン・センハウスの娘、グレイス・センハウスと結婚した。夫妻は娘一人 (後のミドルセックス伯爵夫人グレース・サックヴィル) をもうけた。 

## 系譜図
|  |  |                              |                              |                              |                              |                              |                              |  |  |                                                                                             |                                                                                             |                                                                                             |                                                                                             |                                                                                             |                                                                                             |  |  |                                                           |                                                           |                                                           |                                                           | リチャード・ボイル 初代コーク伯爵 初代ダンガーヴァン子爵 (1566–1643) |                                                           |  |  |                                                    |                                                    |                                                    |                                                    |                                                    |                                                    |  |  |                                                  |                                                  |                                                  |                                                  |                                                  |                                                  |  |  |                              |                              |                              |                              |                              |                              |  |  |  |  |  |  |  |  |  |  |  |  |  |  |  |  |  |  |  |  |  |  |  |  |  |  |  |  |  |  |
|  |  |                              |                              |                              |                              |                              |                              |  |  |                                                                                             |                                                                                             |                                                                                             |                                                                                             |                                                                                             |                                                                                             |  |  |                                                           |                                                           |                                                           |                                                           |                                                                      |                                                           |  |  |                                                    |                                                    |                                                    |                                                    |                                                    |                                                    |  |  |                                                  |                                                  |                                                  |                                                  |                                                  |                                                  |  |  |                              |                              |                              |                              |                              |                              |  |  |  |  |  |  |  |  |  |  |  |  |  |  |  |  |  |  |  |  |  |  |  |  |  |  |  |  |  |  |
|  |  |                              |                              |                              |                              |                              |                              |  |  |                                                                                             |                                                                                             |                                                                                             |                                                                                             |                                                                                             |                                                                                             |  |  |                                                           |                                                           |                                                           |                                                           |                                                                      |                                                           |  |  |                                                    |                                                    |                                                    |                                                    |                                                    |                                                    |  |  |                                                  |                                                  |                                                  |                                                  |                                                  |                                                  |  |  |                              |                              |                              |                              |                              |                              |  |  |  |  |  |  |  |  |  |  |  |  |  |  |  |  |  |  |  |  |  |  |  |  |  |  |  |  |  |  |
|  |  | ロジャー・ボイル (1606-1615) | ロジャー・ボイル (1606-1615) | ロジャー・ボイル (1606-1615) | ロジャー・ボイル (1606-1615) | ロジャー・ボイル (1606-1615) | ロジャー・ボイル (1606-1615) |  |  | リチャード・ボイル 第2代コーク伯爵 初代バーリントン伯爵 第2代ダンガーヴァン子爵 (1612–1698) | リチャード・ボイル 第2代コーク伯爵 初代バーリントン伯爵 第2代ダンガーヴァン子爵 (1612–1698) | リチャード・ボイル 第2代コーク伯爵 初代バーリントン伯爵 第2代ダンガーヴァン子爵 (1612–1698) | リチャード・ボイル 第2代コーク伯爵 初代バーリントン伯爵 第2代ダンガーヴァン子爵 (1612–1698) | リチャード・ボイル 第2代コーク伯爵 初代バーリントン伯爵 第2代ダンガーヴァン子爵 (1612–1698) | リチャード・ボイル 第2代コーク伯爵 初代バーリントン伯爵 第2代ダンガーヴァン子爵 (1612–1698) |  |  | ルイス・ボイル 初代キナルミーキーのボイル子爵 (1619-1642) | ルイス・ボイル 初代キナルミーキーのボイル子爵 (1619-1642) | ルイス・ボイル 初代キナルミーキーのボイル子爵 (1619-1642) | ルイス・ボイル 初代キナルミーキーのボイル子爵 (1619-1642) | ルイス・ボイル 初代キナルミーキーのボイル子爵 (1619-1642)            | ルイス・ボイル 初代キナルミーキーのボイル子爵 (1619-1642) |  |  | ロジャー・ボイル 初代オーラリー伯爵 (1621–1679)    | ロジャー・ボイル 初代オーラリー伯爵 (1621–1679)    | ロジャー・ボイル 初代オーラリー伯爵 (1621–1679)    | ロジャー・ボイル 初代オーラリー伯爵 (1621–1679)    | ロジャー・ボイル 初代オーラリー伯爵 (1621–1679)    | ロジャー・ボイル 初代オーラリー伯爵 (1621–1679)    |  |  | フランシス・ボイル 初代シャノン子爵 (1623–1699)  | フランシス・ボイル 初代シャノン子爵 (1623–1699)  | フランシス・ボイル 初代シャノン子爵 (1623–1699)  | フランシス・ボイル 初代シャノン子爵 (1623–1699)  | フランシス・ボイル 初代シャノン子爵 (1623–1699)  | フランシス・ボイル 初代シャノン子爵 (1623–1699)  |  |  | ロバート・ボイル (1627-1691) | ロバート・ボイル (1627-1691) | ロバート・ボイル (1627-1691) | ロバート・ボイル (1627-1691) | ロバート・ボイル (1627-1691) | ロバート・ボイル (1627-1691) |  |  |  |  |  |  |  |  |  |  |  |  |  |  |  |  |  |  |  |  |  |  |  |  |  |  |  |  |  |  |
|  |  | ロジャー・ボイル (1606-1615) | ロジャー・ボイル (1606-1615) | ロジャー・ボイル (1606-1615) | ロジャー・ボイル (1606-1615) | ロジャー・ボイル (1606-1615) | ロジャー・ボイル (1606-1615) |  |  | リチャード・ボイル 第2代コーク伯爵 初代バーリントン伯爵 第2代ダンガーヴァン子爵 (1612–1698) | リチャード・ボイル 第2代コーク伯爵 初代バーリントン伯爵 第2代ダンガーヴァン子爵 (1612–1698) | リチャード・ボイル 第2代コーク伯爵 初代バーリントン伯爵 第2代ダンガーヴァン子爵 (1612–1698) | リチャード・ボイル 第2代コーク伯爵 初代バーリントン伯爵 第2代ダンガーヴァン子爵 (1612–1698) | リチャード・ボイル 第2代コーク伯爵 初代バーリントン伯爵 第2代ダンガーヴァン子爵 (1612–1698) | リチャード・ボイル 第2代コーク伯爵 初代バーリントン伯爵 第2代ダンガーヴァン子爵 (1612–1698) |  |  | ルイス・ボイル 初代キナルミーキーのボイル子爵 (1619-1642) | ルイス・ボイル 初代キナルミーキーのボイル子爵 (1619-1642) | ルイス・ボイル 初代キナルミーキーのボイル子爵 (1619-1642) | ルイス・ボイル 初代キナルミーキーのボイル子爵 (1619-1642) | ルイス・ボイル 初代キナルミーキーのボイル子爵 (1619-1642)            | ルイス・ボイル 初代キナルミーキーのボイル子爵 (1619-1642) |  |  | ロジャー・ボイル 初代オーラリー伯爵 (1621–1679)    | ロジャー・ボイル 初代オーラリー伯爵 (1621–1679)    | ロジャー・ボイル 初代オーラリー伯爵 (1621–1679)    | ロジャー・ボイル 初代オーラリー伯爵 (1621–1679)    | ロジャー・ボイル 初代オーラリー伯爵 (1621–1679)    | ロジャー・ボイル 初代オーラリー伯爵 (1621–1679)    |  |  | フランシス・ボイル 初代シャノン子爵 (1623–1699)  | フランシス・ボイル 初代シャノン子爵 (1623–1699)  | フランシス・ボイル 初代シャノン子爵 (1623–1699)  | フランシス・ボイル 初代シャノン子爵 (1623–1699)  | フランシス・ボイル 初代シャノン子爵 (1623–1699)  | フランシス・ボイル 初代シャノン子爵 (1623–1699)  |  |  | ロバート・ボイル (1627-1691) | ロバート・ボイル (1627-1691) | ロバート・ボイル (1627-1691) | ロバート・ボイル (1627-1691) | ロバート・ボイル (1627-1691) | ロバート・ボイル (1627-1691) |  |  |  |  |  |  |  |  |  |  |  |  |  |  |  |  |  |  |  |  |  |  |  |  |  |  |  |  |  |  |
|  |  |                              |                              |                              |                              |                              |                              |  |  |                                                                                             |                                                                                             |                                                                                             |                                                                                             |                                                                                             |                                                                                             |  |  |                                                           |                                                           |                                                           |                                                           |                                                                      |                                                           |  |  | ロジャー・ボイル 第2代オーラリー伯爵 (1646-1682)   | ロジャー・ボイル 第2代オーラリー伯爵 (1646-1682)   | ロジャー・ボイル 第2代オーラリー伯爵 (1646-1682)   | ロジャー・ボイル 第2代オーラリー伯爵 (1646-1682)   | ロジャー・ボイル 第2代オーラリー伯爵 (1646-1682)   | ロジャー・ボイル 第2代オーラリー伯爵 (1646-1682)   |  |  | リチャード・ボイル (1640頃生)                    | リチャード・ボイル (1640頃生)                    | リチャード・ボイル (1640頃生)                    | リチャード・ボイル (1640頃生)                    | リチャード・ボイル (1640頃生)                    | リチャード・ボイル (1640頃生)                    |  |  |                              |                              |                              |                              |                              |                              |  |  |  |  |  |  |  |  |  |  |  |  |  |  |  |  |  |  |  |  |  |  |  |  |  |  |  |  |  |  |
|  |  |                              |                              |                              |                              |                              |                              |  |  |                                                                                             |                                                                                             |                                                                                             |                                                                                             |                                                                                             |                                                                                             |  |  |                                                           |                                                           |                                                           |                                                           |                                                                      |                                                           |  |  | ロジャー・ボイル 第2代オーラリー伯爵 (1646-1682)   | ロジャー・ボイル 第2代オーラリー伯爵 (1646-1682)   | ロジャー・ボイル 第2代オーラリー伯爵 (1646-1682)   | ロジャー・ボイル 第2代オーラリー伯爵 (1646-1682)   | ロジャー・ボイル 第2代オーラリー伯爵 (1646-1682)   | ロジャー・ボイル 第2代オーラリー伯爵 (1646-1682)   |  |  | リチャード・ボイル (1640頃生)                    | リチャード・ボイル (1640頃生)                    | リチャード・ボイル (1640頃生)                    | リチャード・ボイル (1640頃生)                    | リチャード・ボイル (1640頃生)                    | リチャード・ボイル (1640頃生)                    |  |  |                              |                              |                              |                              |                              |                              |  |  |  |  |  |  |  |  |  |  |  |  |  |  |  |  |  |  |  |  |  |  |  |  |  |  |  |  |  |  |
|  |  |                              |                              |                              |                              |                              |                              |  |  |                                                                                             |                                                                                             |                                                                                             |                                                                                             |                                                                                             |                                                                                             |  |  |                                                           |                                                           |                                                           |                                                           |                                                                      |                                                           |  |  | ライオネル・ボイル 第3代オーラリー伯爵 (1671-1703) | ライオネル・ボイル 第3代オーラリー伯爵 (1671-1703) | ライオネル・ボイル 第3代オーラリー伯爵 (1671-1703) | ライオネル・ボイル 第3代オーラリー伯爵 (1671-1703) | ライオネル・ボイル 第3代オーラリー伯爵 (1671-1703) | ライオネル・ボイル 第3代オーラリー伯爵 (1671-1703) |  |  | リチャード・ボイル 第2代シャノン子爵 (1675–1740) | リチャード・ボイル 第2代シャノン子爵 (1675–1740) | リチャード・ボイル 第2代シャノン子爵 (1675–1740) | リチャード・ボイル 第2代シャノン子爵 (1675–1740) | リチャード・ボイル 第2代シャノン子爵 (1675–1740) | リチャード・ボイル 第2代シャノン子爵 (1675–1740) |  |  |                              |                              |                              |                              |                              |                              |  |  |  |  |  |  |  |  |  |  |  |  |  |  |  |  |  |  |  |  |  |  |  |  |  |  |  |  |  |  |